# Microsema anna
Microsema anna är en fjärilsart som beskrevs av William Schaus. Microsema anna ingår i släktet Microsema och familjen mätare. Inga underarter finns listade i Catalogue of Life.